# سفينة هجومية برمائية

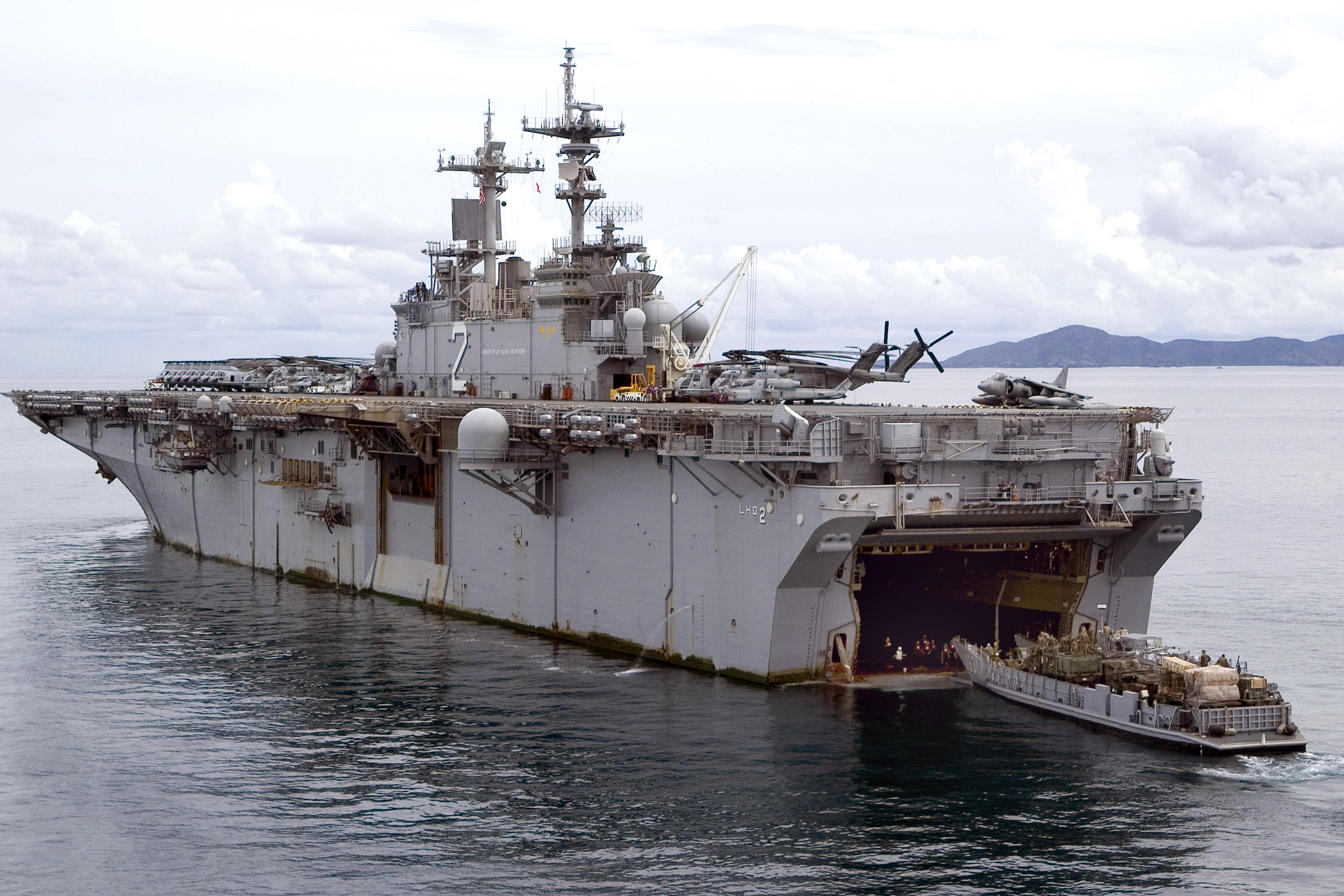
USS Essex, a performing a stern gate mating with a landing craft

سفينة هجومية برمائية (بالإنجليزية: amphibious assault ship)‏ أو (حاملة هجومية برمائية) هو نوع من سفن الحرب البرمائية تعمل على الأرض ودعم القوات البرية في أراضي العدو عن طريق حرب هجومية برمائية. تصميم تطور من حاملات الطائرات التي تم تحويلها لاستخدامها كحاملات طائرات هليكوبتر، وتقوم بتقديم الدعم لسفن الإنزال البرمائية، وبعض السفن الهجومية البرمائية لديها الحديثة له دورا ثانويا كحاملات الطائرات، ودعم الطائرات ذات الثابتة الجناحين إقلاع وهبوط عمودي/قصير .

### بعد الحرب العالمية الثانية

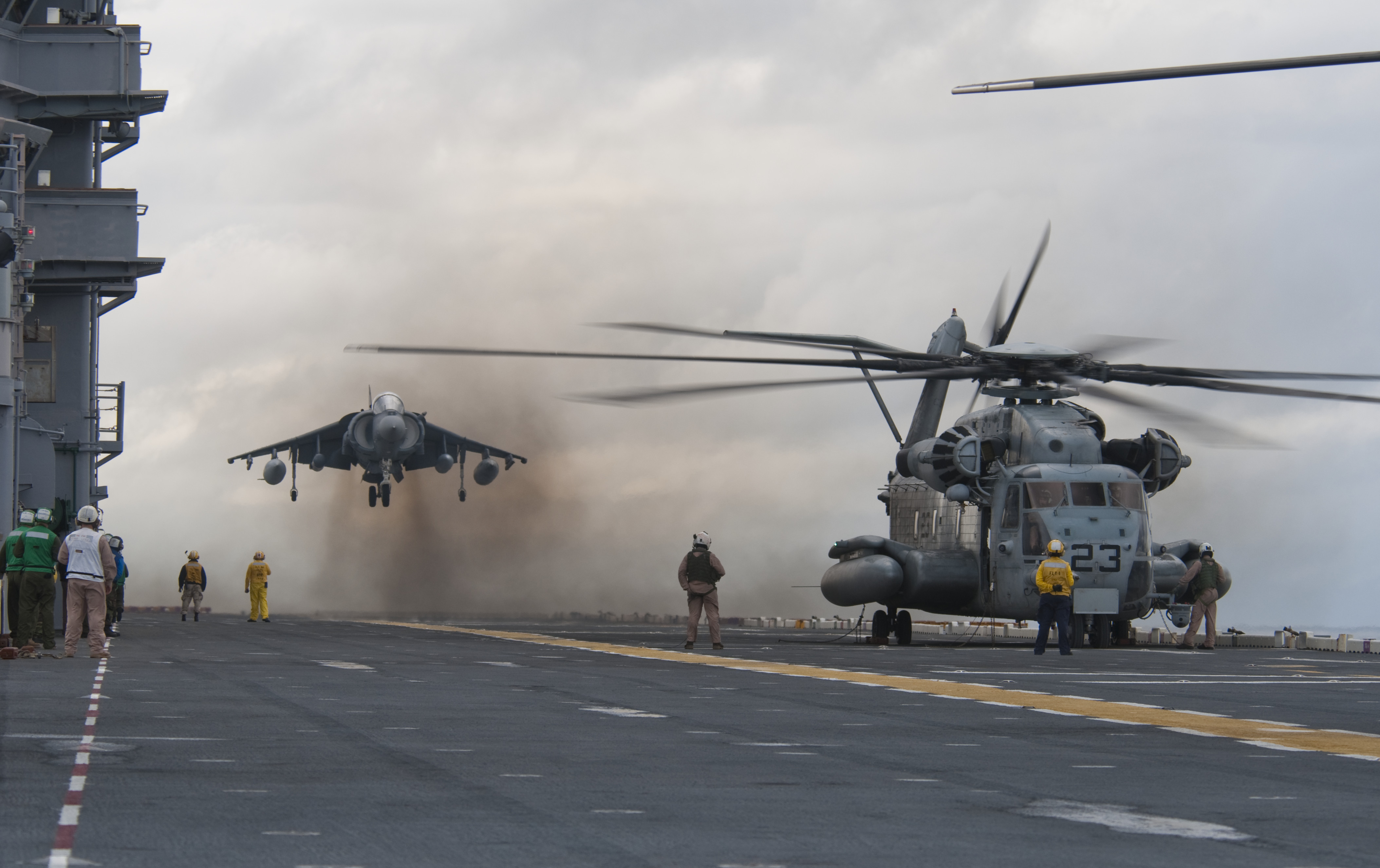
An AV-8 Harrier and MH-53 aboard

## التصميم

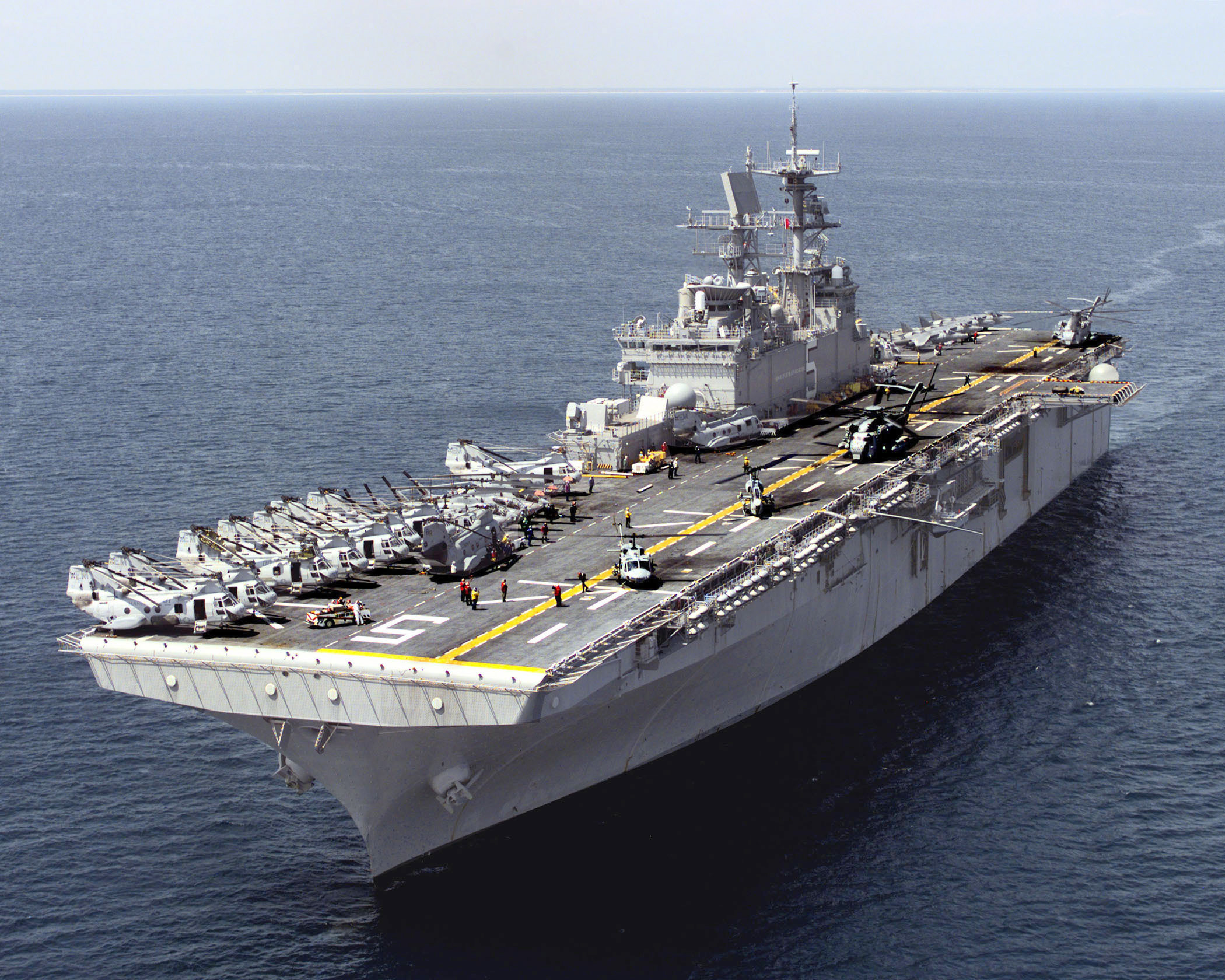
of the US Navy

## قائمة أنواع
- Landing Helicopter Assault (LHA)

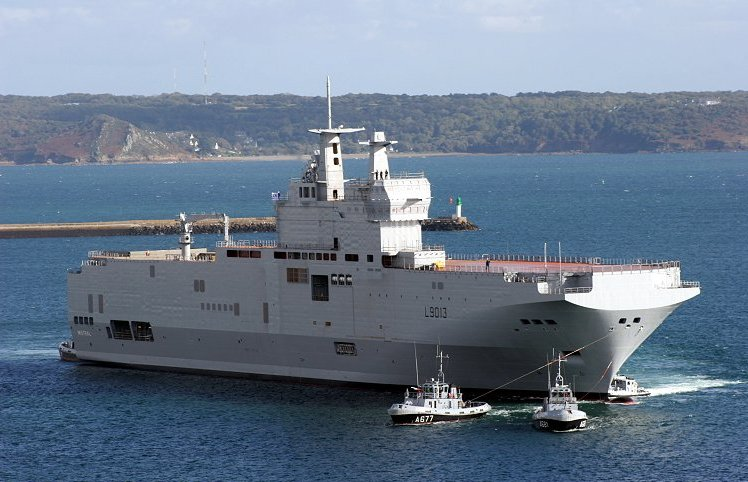
Bâtiment de Projection et de Commandement (BPC) Mistral of the French Navy after launching

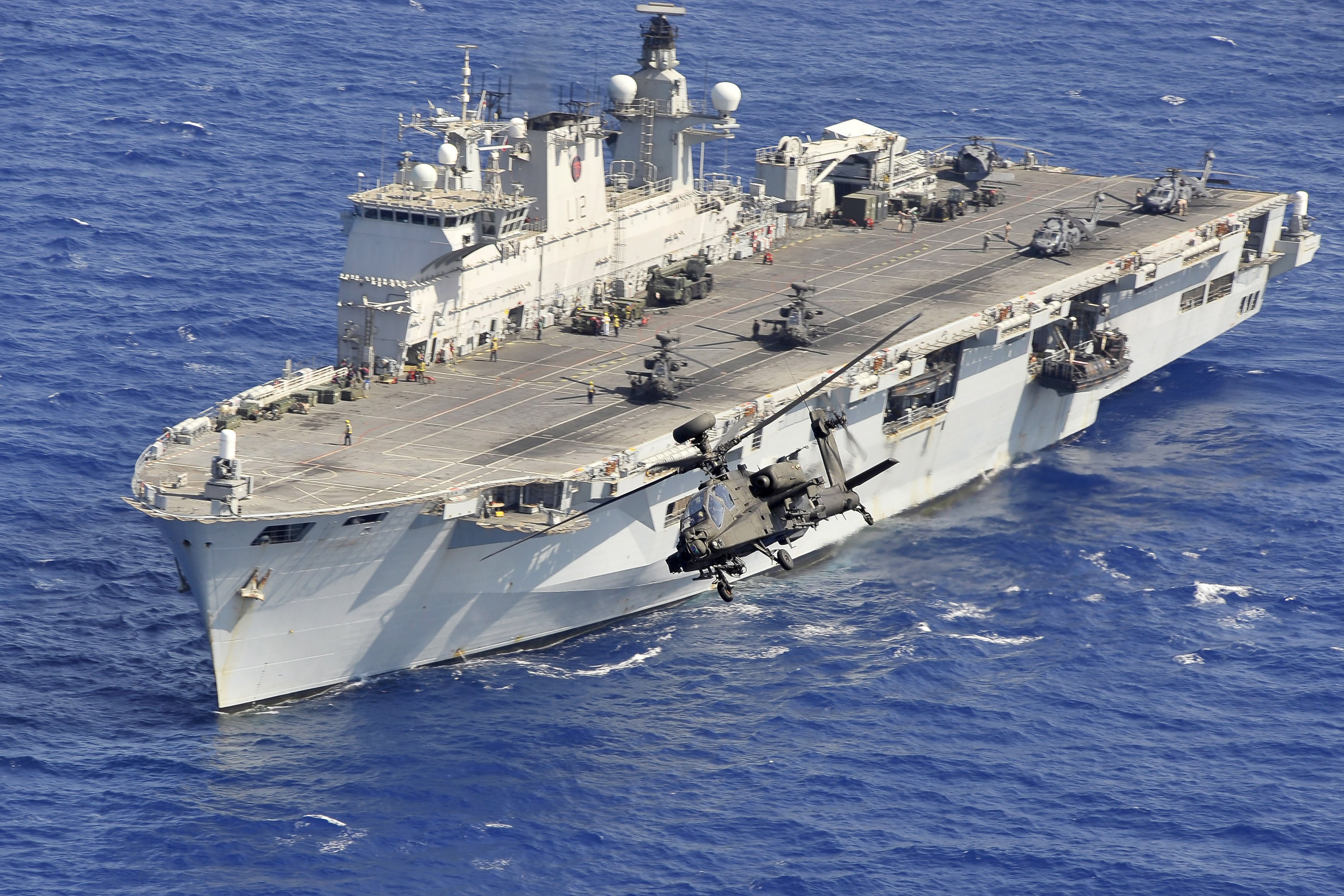
of the Royal Navy

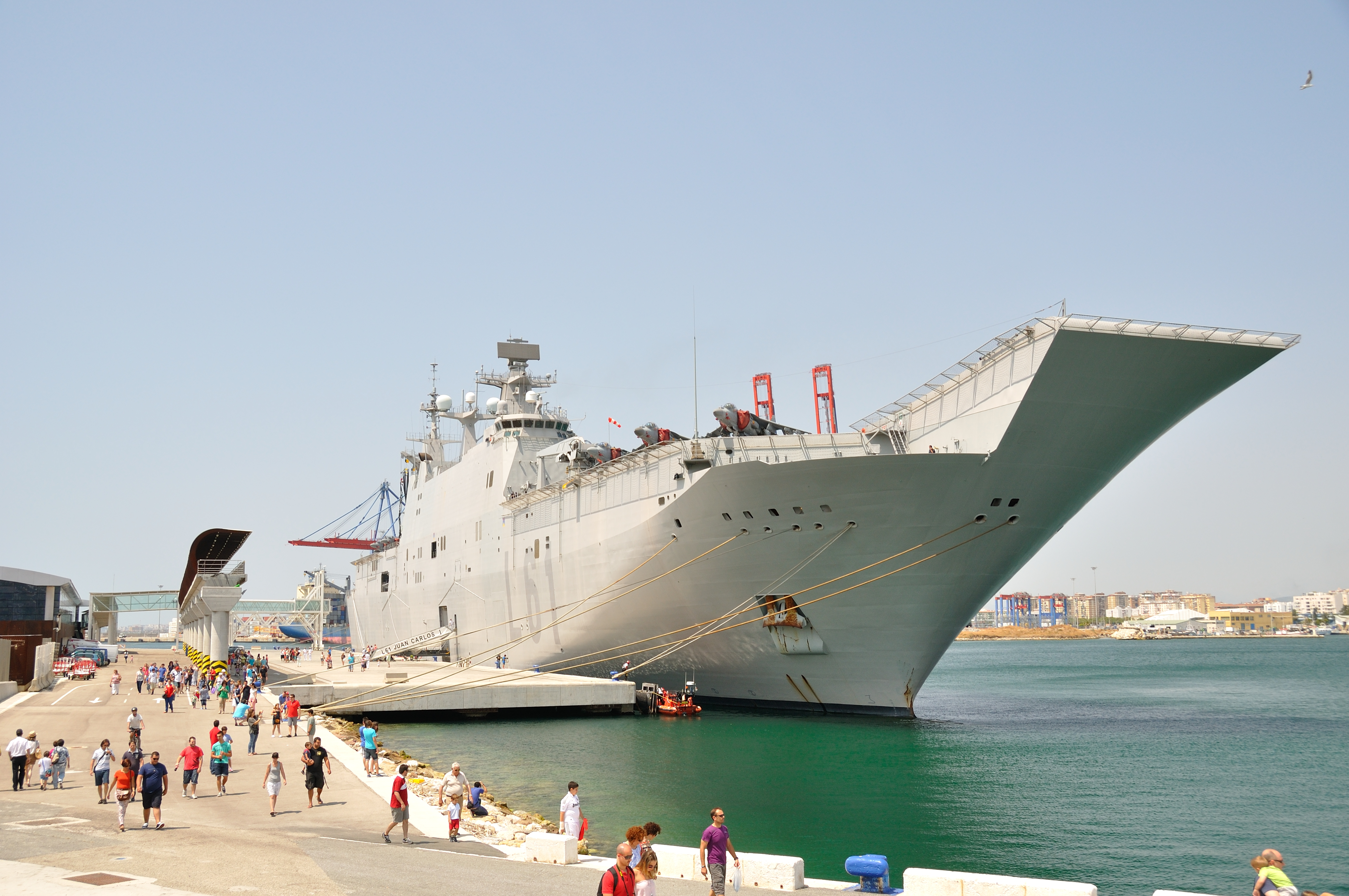
خوان كارلوس I (حاملة طائرات) of the Spanish Navy with ماكدونل دوغلاس إيه في-8 بي هارير الثانية

  - Tarawa class (United States, retired)
  - America class (United States)
- Landing Helicopter Dock (LHD)
  - Wasp class (United States)
  - Mistral class (France and Egypt)
  - Juan Carlos I (Spain)
  - Canberra class (Australia)
- Landing Platform Helicopter (LPH)
  - Iwo Jima class (United States, retired)
  - أتش أم أس Ocean (United Kingdom)
  - Dokdo class (South Korea)

### سفن ذات الصلة
- سفينة الحرب البرمائية
  - حوض سفن النقل البرمائي
- حاملة طائرات
  - حاملة مروحيات

## وصلات خارجية
- In-depth look at various classes